# Labeotropheus fuelleborni
Labeotropheus fuelleborni es una especie de peces de la familia Cichlidae en el orden Perciformes.

## Morfología
Los machos pueden llegar alcanzar los 30 cm de longitud total y las  hembras 8,7.

## Alimentación
Come materia vegetal (incluyendo algas), gusanos, crustáceos y insectos.

## Hábitat
Es una especie de clima tropical que vive entre 22 °C-25 °C de temperatura.

## Distribución geográfica
Se encuentra en África):  lago Malawi